# Trasporti in Bosnia ed Erzegovina
Questa voce raccoglie le principali tipologie di trasporti in Bosnia ed Erzegovina.

## Trasporti su rotaia

### Rete ferroviaria
In totale: 1021 km di linee ferroviarie pubbliche (dati 1995), alcune delle quali in fase di riparazione o ricostruzione postbellica.
- scartamento normale (1435 mm): 1021 km, 795 dei quali elettrificati.
- collegamento a reti estere contigue
  - presente
    - senza cambio di scartamento: Croazia e Serbia

  - assente
    - Montenegro.

### Reti metropolitane
Non esistono metropolitane in Bosnia ed Erzegovina.

### Reti tranviarie
Il servizio tranviario è presente a Sarajevo dal 1895.

## Trasporti su strada

### Rete stradale
Strade pubbliche: in totale 21.846 km (dati 2005)
- asfaltate: 11.425 km, 4.686 dei quali appartengono a strade interurbane
- bianche: 10.421 km.

Strade internazionali: E73, E661, E761, E762.

### Reti filoviarie
I bifilari sono presenti solo a Sarajevo, capitale della Bosnia ed Erzegovina.

### Autolinee
In tutte le zone abitate sono presenti aziende pubbliche e private che gestiscono trasporti urbani, suburbani, interurbani e turistici esercitati con autobus.

## Porti e scali

### Sulla Sava
- Bosanska Gradiska, Bosanski Brod, Bosanski Samac, and Brčko (porti fluviali non pienamente operativi).

### Altri
- Orašje.

## Trasporti aerei

### Aeroporti
In totale: 27 (dati 1999)
a) con piste di rullaggio pavimentate: 9
- oltre 3047 m: 0
- da 2438 a 3047 m: 4
- da 1524 a 2437 m: 2
- da 914 a 1523 m: 0
- sotto 914 m: 3

b) con piste di rullaggio non lastricate: 18.
- oltre 3047 m: 0
- da 2438 a 3047 m: 0
- da 1524 a 2437 m: 1
- da 914 a 1523 m: 7
- sotto 914 m: 10

### Eliporti
In totale: 4 (dati 1999).